# Star Wars: Knights of the Old Republic II: The Sith Lords
A Knights of the Old Republic: The Sith Lords egy szerepjáték, a Star Wars: Knights of the Old Republic hivatalos folytatása, amelyet az Obsidian Entertainment készített el és a LucasArts adta ki. 2004 decemberében jelent meg XBOX konzolra, majd 2005 februárjában PC-re. A játék vegyes fogadtatásban részesült, ugyanis a sürgető határidő miatt a történet vége kidolgozatlan, elnagyolt maradt.

## Történet
A Galaktikus Birodalom kora előtt járunk, öt évvel járunk az első rész után, 3951 BBY-ben. A Jedi Rend teljesen a kihalás szélére került, a maradékok szétszóródtak, a Dantooine-i ostromot követően. A sithek mellett a fejvadászok is vadásznak a béke őrzőire. Az általunk irányított szereplőt száműzték (Jedi Exile) mivel megszegte a Jedi Rend szabályait.
A Száműzött az Ebon Hawk fedélzetén tartózkodik, amikor súlyos csapásoktól elszenvedve a Peragus bányatelepén landol, ahol egy kolto-tartályban tért magához. Első feladata, hogy megkeresse a hajót és biztonságban lehessen. Majd később, mikor már több csapattagra tett szert, fel kell kutatnia az életben maradt Jediket, egy fontos küldetés érdekében.
Megérkezvén a Telos IV nevű bolygóra, hosszas kalandok után találkozik Atris mesterrel. Őt hidegen hagyja Meetra, és kijelenti, hogy ha újra jedi akar lenni, be  kell azt bizonyítania. Egy kis droid, T3-M4 megszerzett pár adatot Atristől, amiben megadták a megmaradt jedi-mesterek hollétét. Mettra egyre növekvő csapatával felkereste a megadott bolygókat. Közben Kreia elmeséli, hogy ő is egyike volt a három nagy sithnek, ámde a két tanítványa, Sion, a fájdalom ura és Nihilus, az éhség ura elárulták és elüldözték őt. Célja az volt a Triumvirátus létrehozásával, hogy megölje az összes Jedit. Ő volt az árulás nagyasszonya. Később találkoztak Nihilus tanítványával, Visas Marral, akit Meetra legyőzött, de az életét megkímélte, így ő is velük tartott. A jedi mesterek (Kavar, Zez-Kai Ell és Vrook Lamar) a Dantuinon találkoztak, ekkor Kreia felfedte valódi énjét, és megölte a Jedi mestereket. Az újra Darth Trayává változott Kreia elment a Telosra, Atrist a sötét oldala térítette, majd visszament a Malachor V-re. Eközben Teloshoz megérkezett Nihilus, mert elhitte Kreia hazugságát, hogy a bolygón jedik vannak. Flottájával megtámadta a bolygót. Meetra viszont Visassal és Canderous Ordóval legyőzte őt és Carth Onasi admirálissal megnyerte a csatát. Ezután a Malachorra ment, ahol megölte Darth Siont és Trayat. Ezután a Jedi-rend újjáépítését az immár jedi Visasra és a többi tanítványára hagyta, majd követte Revant az Ismeretlen Régiókba. A két szereplő sorsa a "Revan" című regényből és a "Star Wars: The Old Republic" videojátékból derül ki.

## A csapat
Exile: A főszereplő, őt irányítjuk a játék során, valamint dönthetünk, hogy a világos, vagy a sötét oldalhoz tartozzon-e. Exile a Mandalóriai Háborúban nem más alatt szolgált, mint Revan (ezért hívja Bao-Dur őt tábornoknak). Ő volt az egyetlen jedi, aki visszament felelősséget vállalni a bűneiért a Jedi tanácshoz, ők pedig elszakítottak őt az Erőtől. A játék során megjavítja kapcsolatát az Erővel, és fő célja lesz megállítani a Sith Triumvirátust. Neve csak a "Revan" c. könyvből derül ki: Meetra Surik az igazi neve.
Mira: Egy kiképzett fejvadász és felderítő. Mira a csuklójára erősíthető rakétavetőből képes rakétákat, gránátokat és mérgezett nyilakat ("dart") kilőni. Mira később Jedi Consular lehet.
Atton Rand: Gyakorlott pilóta, szerelő és szerencsejátékos, szenvedélye a pazaak kártyajáték, köztársasági múlttal rendelkezik. A Peraguson bebörtönözték, az elsők között csatlakozik a Száműzötthöz. Az Ebon Hawk pilótája. Atton Randból később Jedi Sentinelt képezhetünk.
Kreia: Idős tanácsadója a Száműzöttnek, egykoron Jedi volt, később Darth Traya néven sith. Ő volt Darth Revan és Darth Sion mestere. Legtöbbször telepatikusan üzen a legfontosabb főszereplőnek és új Erő-használati módokat tanít meg.
T3-M4: Régi asztromechanikai droid. Kódtörésre és számítógép-használatnál szokták hasznát venni. Már Revan csapatában is benne volt, erről árulkodik behorpadt testváza.
G0-T0: Hírhedt, lebegő droid, akit eredetileg a köztársaság építtetett, hogy segítse a háborúk kiheverését. A droid önállósult, és most már nem törvényes eszközökkel próbálja helyreállítani a rendet. Ennek köszönheti, hogy ő a Nar Shadda-i bűnszervezet, a Tőzsde vezére. Önmagát egy általa kreált, Goto bűnvezér kitalált alakjával fedezi.
Bao-Dur: Tehetséges iridóniai technikus, szerelő aki felajánlotta szakképzettségét a Száműzöttnek, valamint segített neki elkészíteni a fénykardját is. Bao Dur később Jedi Guardian lehet. Ő tervezte a Tömegárnyék Generátort, amit a Malachor V-ös csatában vetettek be a mandalóriak ellen.
Mandalore: Az első Mandalore, Mandalore the Ultimate óta. Célja újra egybekovácsolni a mandalóriai klánokat Mandalore the Preserver néven. Háborús veterán. A valódi neve Canderous Ordo. Már Revan csapatában is szolgált, jó barátok voltak.
Visas Marr: A sithek által teljesen elpusztított Katarról származó Miraluka sötét Jedi, Nihilus tanítványa. Mikor fel akarta kutatni a Száműzöttet, hogy Nihilus elé vigye, azonban a Száműzött legyőzte, megkímélte az életét, megtérítette, és bevette a csapatába. Visas Marr egy jedi Sentinel.
The Handmaiden: Az Echani Handmaidenek közül való, egyike Atris szolgálóinak. Atris utasította rá, hogy csatlakozzon a csapathoz, hogy rajta tartsa a szemét a Száműzöttön. Handmaiden igazi neve Brianna, és később Jedi Guardiant faraghatunk belőle.
HK-47: Orgyilkos-droid, a HK-50 és HK-51 sorozatú orgyilkos-droidok az ő tervei alapján készültek. Revan csapatában is szolgált már. A játék első részében kiderül, hogy maga Darth Revan építette, mint testőrt, és hogy levadásszon bizonyos "különleges célpontokat". Rossz szokása az élőlényeket húsostáskának (meatbag) nevezni.
Disciple: Volt Jedi, akkor hagyta el a rendet, amikor a "Száműzött" elment a Mandalore háborúba. Ő csak akkor csatlakozik ha női szereplővel visszük a játékot, méghozzá Handmaiden helyett. Valódi neve Mical. Disciplét Jedi Consularként is nevelhetjük a játék folyamán.
Hanharr: Egy bérgyilkos vuki, aki Voggának, a Huttnak dolgozik. Fő feladata, hogy elkapja Gotot, a Nar Shadaa-i Tőzsde vezetőjét. Van egy törvény a wookieeknál, hogyha valaki megmenti egy wookiee életét, annak örök szolgája lesz a megmentett. Mira egyszer megmentette az életét, de ezt ő nem értékelte, ezért meg akarja ölni őt, mivel ez a tartozás őrületbe kergeti. Mira helyett csatlakozik, ami akkor lehetséges, ha a szereplőnk a játékban a sötét oldalon van.

## Szereplők
Darth Sion: Testéből jószerivel semmi sem maradt. Egy műtét során összefűzték a szöveteit, így jött létre, a rettegett sith. Egy bérgyilkos szervezetet irányít, azzal a céllal, hogy kiirtsa a Jediket a Galaxisból. A gyűlölet és a sötét oldal tartja csupán egyben.
Darth Nihilus: sith Nagyúr, valaha ember volt, de a sötét oldal, és az éhsége az Erőre teljesen felemésztette. Ő az egyetlen aki Malachor V felszínén volt a végső csata idején, és túl is élte. Testét sötét köpönyeggel fedi, arcát fehér maszkkal. Zászlóshajója a Ravager, amit csupán létfenntartó pajzsok és a Sith Nagyúr ereje tart fenn.
Kavar: Az utolsó Jedi-mesterek egyike, az Iziz-i palotában bújt meg, a sith háborúk idején. Kavar nagyon híres Jedi Guardian, és egyes mandalóriaiak úgy gondolták a háború előtt, hogy ha a jedi rendből valaki szembe fog velük szállni, ő lesz az, nem Revan.
Carth Onasi: Carthot nem kell bemutatni, a KotOR első részében Revan társa. A játék legelején választhatunk (az első beszélgetés Attonnal), hogy azt mondjuk: Revan sith volt, akkor értelemszerűen Carth Onasi ott ragadt az Ismeretlen Világon (KotOR 1 utolsó részei). Ha azonban azt választjuk, hogy Revan Jedi volt és megmentette a Köztársaságot, Carth felbukkan.
Vaklu tábornok: Az Onderon bolygón lévő szepatatisták vezetője, Darth Nihilus szövetségese.
Atris: Jedi Mester, a Telos IV-en található Jedi Akadémia vezetője. Ő volt az, aki a dantuini ostromot követően kimenekített sok ereklyét (holokronok, feljegyzések) a templomból, valamint ő volt az, aki információkat szivárogtatott ki a katarri gyűlésről. A Száműzöttel jó barátságban voltak, de miután ő csatlakozott Revanhoz a háborúba, Atrissal megromlott a viszonyuk. Egyike azoknak a volt tanácstagoknak, akik száműzték a főszereplőt a Rendből.
Zez-Kai Ell: Jedi Mester, a Nar Shaddaa holdon talál rá a Száműzött. Egyike azoknak a volt tanácstagoknak, akik száműzték a főszereplőt a Rendből.
Vrook Lamar: Jedi Mester, a Dantooine-on talál rá a Száműzött. Egyike azoknak a volt tanácstagoknak, akik száműzték a főszereplőt a Rendből.
Lonna Vash: Jedi Mester. Ő is a tanácstagok közé tartozott. A Korribanon találunk rá, de késve, mert Darth Sion megöli.
Tobin: Az onderoni polgárháborúban Vaklu tábornok oldalán harcolt a royalisták ellen. Elhitetik vele, hogy a Telos bolygón sok Jedi van, ezért Darth Nihilusnak megy jelenteni. Ez viszont csapda és a Sith nagyúr bele is sétál. Később újra találkozhatunk Tobinnal a Ravageren, ahol a sötét oldal megfertőzte őt. Valószínűleg odaveszett ő is, amikor a hajó felrobbant.
Dol Grenn: A telosi Citadella Állomás tizedese, aki eleinte bizalmatlan a Száműzettel szemben, végül belátja hogy tévedett. A telosi ütközet során segít a főszereplőnek átverekednie magát a Sith haderőn.
HK-50: Protokol – és orgyilkosdroid, akinek sikerült beszivárognia a Harbringer fedélzetére azzal a céllal, hogy kiiktassa a Száműzöttet. Miután HK terve fel lett borítva Kreia által, aki az Ebon Hawk fedélzetén jött a Száműzöttért, ő is velük ment, egészen a Peragus II-ig, ahol szabotőrködni kezdett, egy mérges gázzal és tucatnyi halálos droiddal kiiktatta az ottani organikus létformákat. Végül az időközben felébredt Száműzött végez vele. Később kiderül, hogy még számtalan HK-50-es egység létezik.
Talia királynő: Onderon uralkodója, aki nem mellesleg az ősi Freedon Nadd sith nagyúr leszármazottja. Ennek ellenére a Köztársaságot pártolja, annak ellenére, hogy népe közül sokan az elszakadást sürgetik.

## Helyszínek
Peragus II: Sivár bolygó, amelynek felszínén valaha egy üzem működött. Az üzemben történt egy óriási robbanás, ami kitépett egy hatalmas darabot a bolygóból. A létrejött aszteroidamezőkben azonban tovább folytatódott a bányászat, az első küldetések az egyik ilyen telepen játszódnak. Peragus a Peremvidék legfontosabb bolygói közé tartozik, mivel olyan üzemanyagot bányásznak rajta, amely ugyan nem a legjobb a teherhajók számára, de nagy mennyiségben és olcsón kapható.
Telos: Peremvidéki bolygó, a Köztársaság része. A Telos felszíne elpusztul a Jedi polgárháború alatt, és most a Citadella Állomás kering a bolygó körül, ami visszaállítja a felszín eredeti állapotát, és gyógyítja a bolygót. Az elmúlt években megszaporodtak a csempészek és a feketepiac is virágzásnak indult, ráadásul a Czerka Corporation és az ithori mérnökök között kialakult konfliktus ellenére az űrállomás stabil és működőképes.
Dxun: Onderon dzsungel-borította holdja, vagy inkább testvérbolygója, állandó borult éghajlattal. A mandalóri Ordó klán itt talált otthonra. A Kirekesztett (az általunk irányított szereplő) a Dxun-i csatában is szerepelt a Mandalórián háború során. A Dxun felszínén a galaxis legvérszomjasabb ragadozói portyáznak.
Onderon: A bolygó egyetlen városa Iziz, amelyet a köztársaság-párti Talia királynő irányít, aki a királyi ház tagjaként Freedon Nadd bukott jedi és sith nagyúr egyenes ági leszármazottja.
Onderon nem olyan rég csatlakozott a Köztársasághoz, és egyes lakosai úgy gondolják, hiba volt ezt megtenni. Onderonon nagyon feszült a helyzet a rojalisták, és Vaklu tábornok hívei között, akik el akarnak szakadni a köztársaságtól.
Ravager: Nihilus hadihajója. A Malachor V-i csatában szerezte borzalmas sérüléseit. A hajón számos hatalmas lék van, a levegőt csak létfenntartó-pajzsok tartják benn.
Korriban: A sith Nagymesterek sírbolygója. A leg hatalmasabb sith nagyurak itt vannak eltemetve, köztük Ajunta Pal, Marka Ragnos, és Naga Sadow. A Kotor 1-ben is találkozhatunk a bolygóval.
Nar Shadaa: A csempészek holdja. Nar Shadaa egy hatalmas város, a Nal Hutta bolygó körül keringő hold, és egyesek úgy is emlegetik mint a Kis-coruscant. A bűnözők paradicsoma, bárki könnyen eltűnhet ezen a bolygón, ha nem figyel.
Dantooine: A Jedi Enkláve bolygója. Malak pusztítása előtt itt volt egy hatalmas Jedi Akadémia. A lakosok megutálták a Jediket a Jedi-polgárháború okozta szenvedések miatt.
Malachor V: A legsötétebb hely az egész galaxisban. Malachor V ad otthont a Trayus Akadémiának, ami jóval a Mandalórián háború előtt épült. Ez a hely rontotta meg Revant, Kreiát, és itt kell legyőznünk bukott mesterünket. A Malachor V felszínén viharbestiák élnek.